# Jan Söderlund
Jan-Henrik Göran Söderlund, né à Helsinki (Finlande) le 24 octobre 1937 et mort le 24 février 2025, est un architecte finlandais.

## Biographie

### Carrière
Il est le co-auteur, en 1999, de La maison de la presse (en finnois : Sanomatalo) située dans le quartier de Kluuvi à Helsinki.

## Prix et récompenses
- Prix Finlande, 1995
- Prix de la structure en béton de l'année

## Galerie

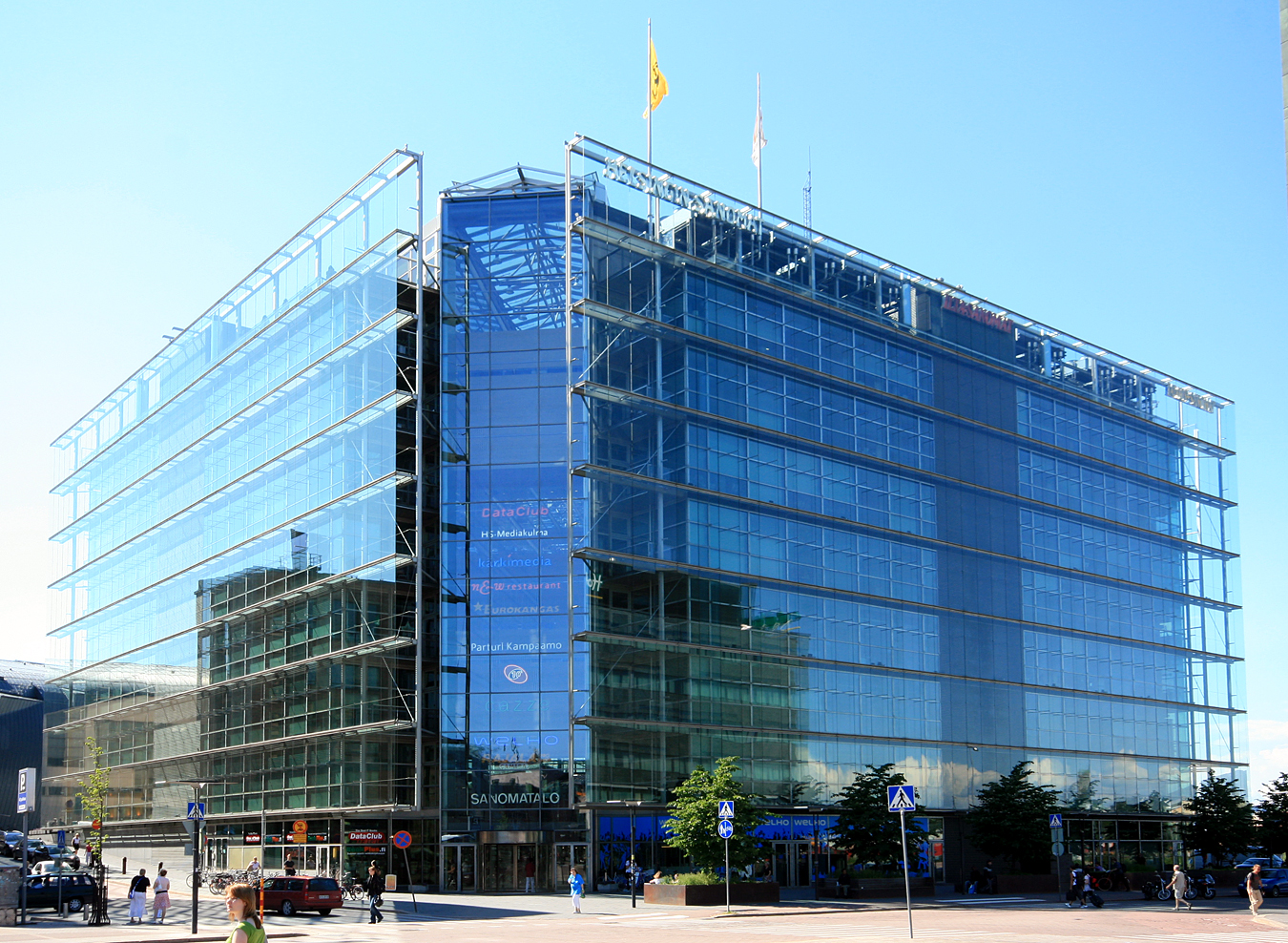
Sanomatalo.
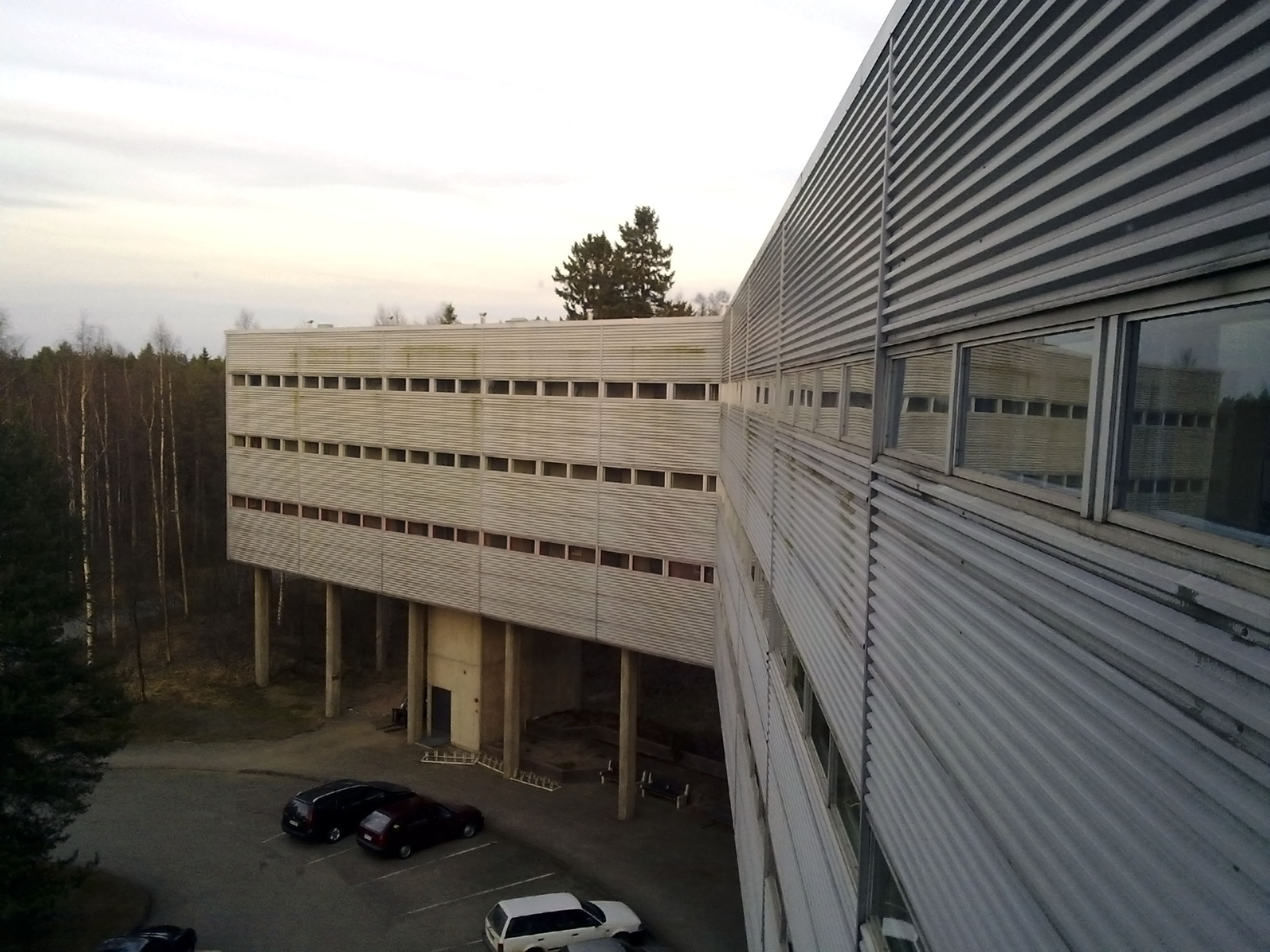
Hôtel d'Yyteri.
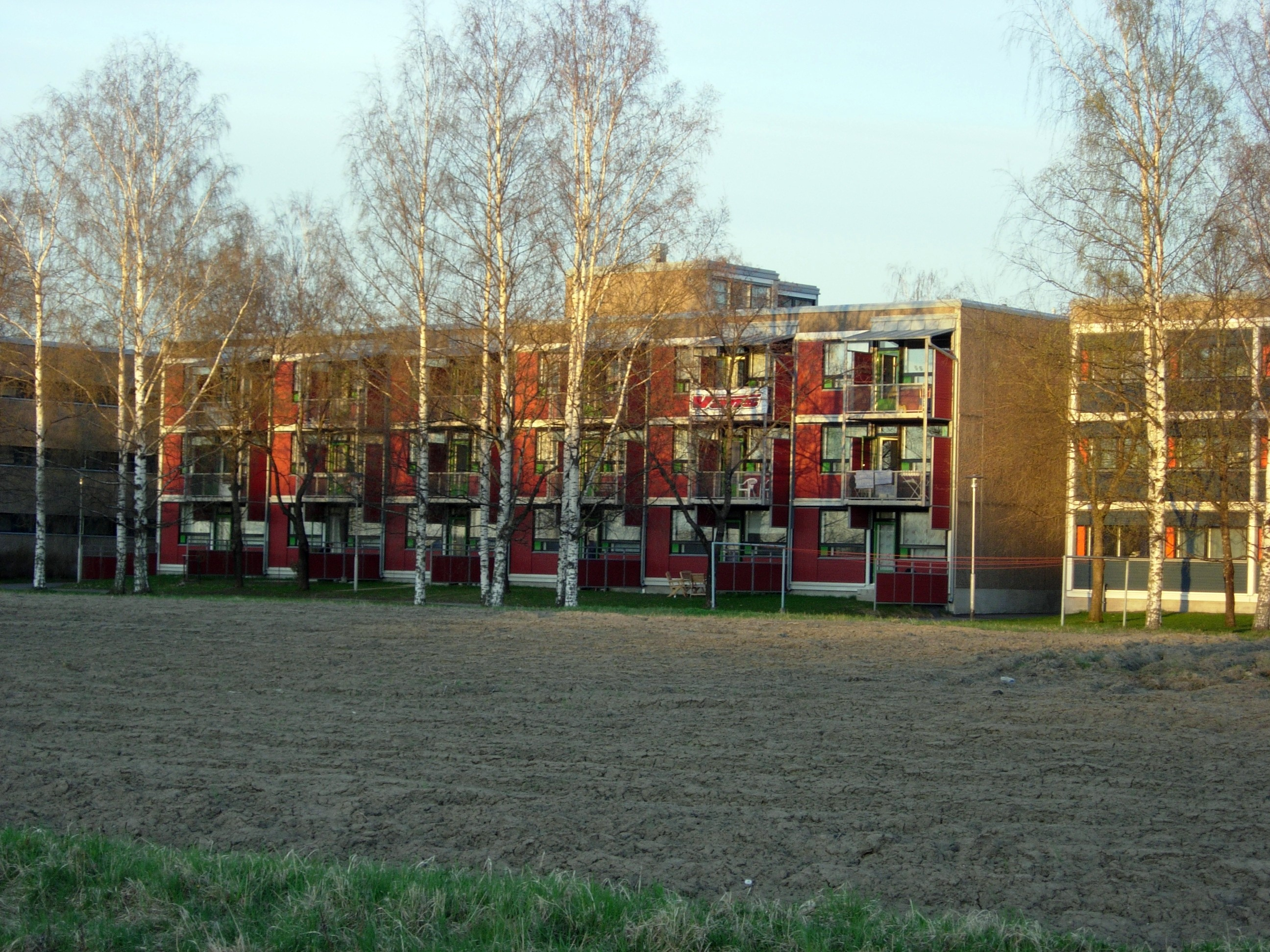
Village des étudiants de Turku (fi).

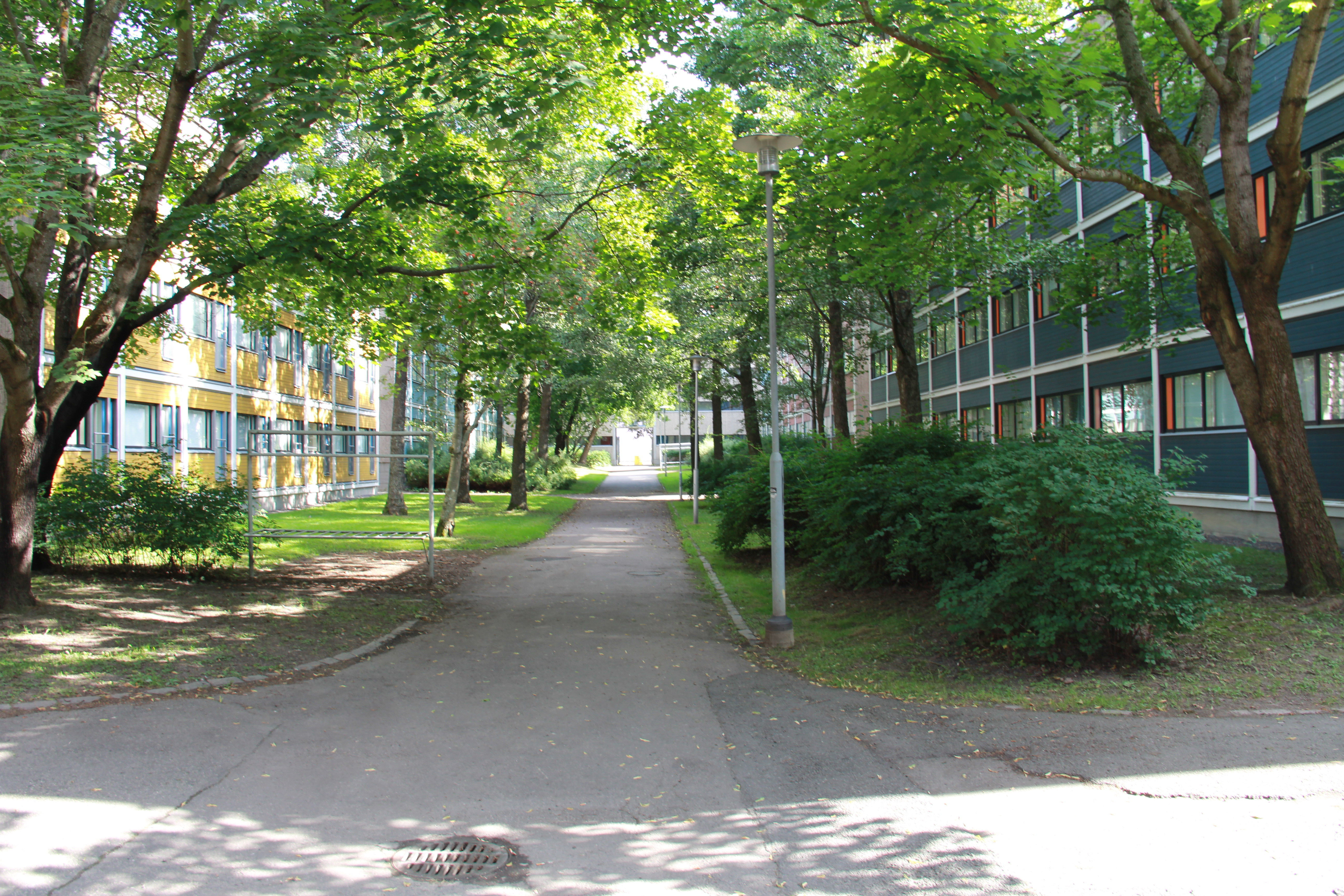
Village des étudiants de Turku
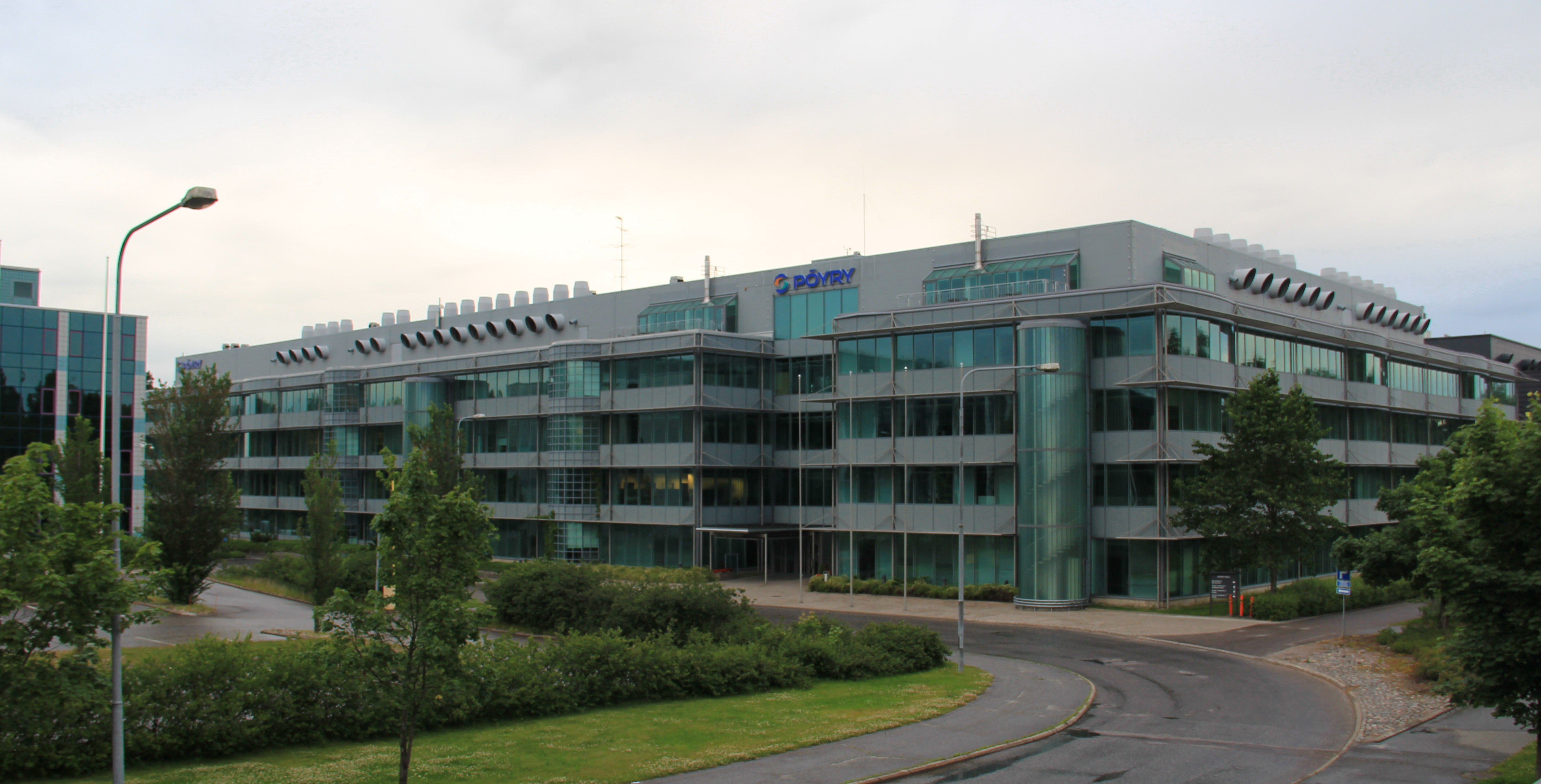
Siège de Pöyry, Vantaa
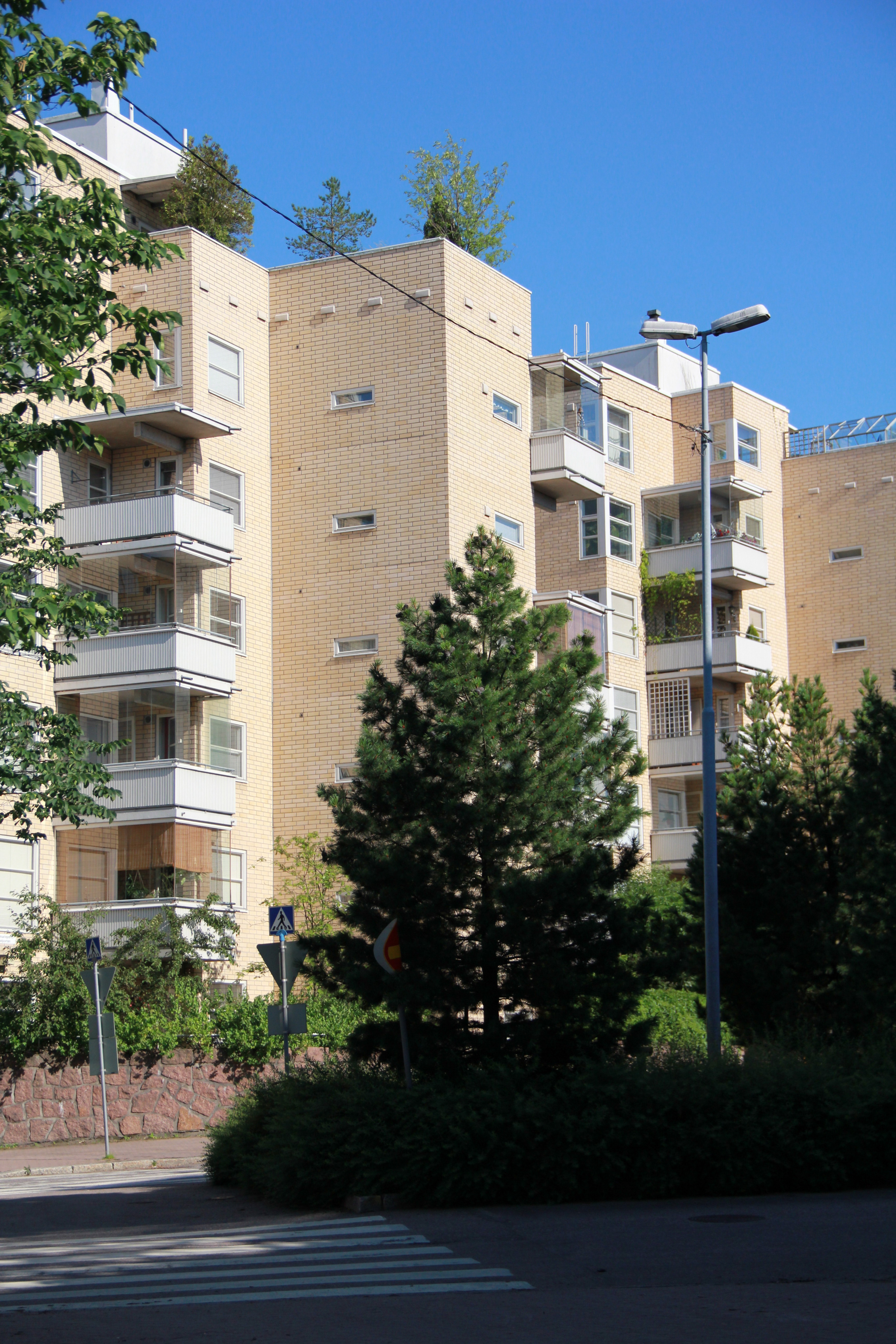
Quartier expérimental de Pasila ouest.